# Pamir (schip, 1905)
De Pamir was een Duits zeilschip dat in de eerste decennia van de 20e eeuw met de andere schepen uit de "Flying P-Line" salpeter uit Chili en graan uit Australië naar Europa bracht. Het schip verging in 1957. Van de 86 opvarenden overleefden slechts zes deze scheepsramp. Van de 80 slachtoffers van de schipbreuk waren er 45 kadetten van tussen 16 en 18 jaar oud. In de Sint-Jacobikerk in Lübeck is een kapel ingericht om deze slachtoffers te gedenken; daar bevindt zich ook een bij het schip behorende reddingsboot, waarin één overlevende werd geborgen.

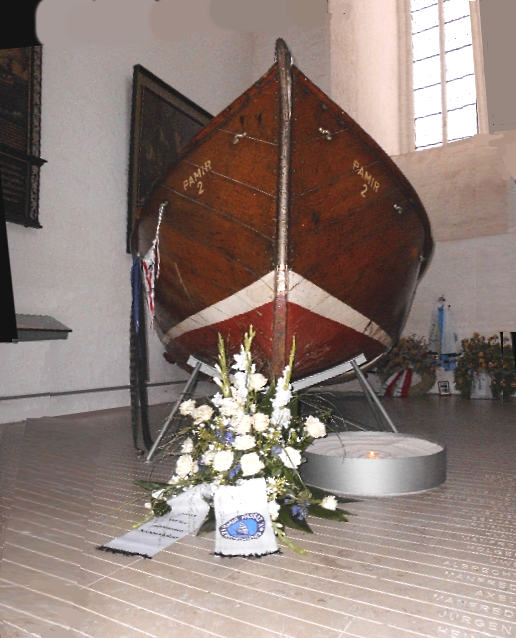
Reddingsboot van de Pamir in de kerk te Lübeck

De Pamir was een stalen bark, een dwarsgetuigde viermaster, die van stapel liep op 29 juli 1905 in Hamburg. Dit was tevens de thuishaven van de opdrachtgever rederij Ferdinand Laeisz, die een serie snelle en goed onderhouden zeilschepen in de vaart had met namen als Preußen, Pommern, Parma, Potosi, en Placilla. De laatste acht, ook wel de "acht zusters" genoemd waren de Pangani (1903), Pechili (1903), Pamir (1905), Peking (1911), Passat (1911), Pola (1918), Priwall (1920) en Padua (1926). Ze voeren op Valparaiso om chilisalpeter te halen. Dat was een meststof voor de landbouw in Europa, die in het noorden van Chili werd gedolven. Op de heenreis werden goederen meegenomen die een bevrachter had aangeboden of die Laeisz dacht te kunnen slijten in Zuid-Amerika.
In 1914 kon de Pamir de thuisreis niet voltooien doordat de oorlog was uitgebroken. Schip en bemanning legden aan in Santa Cruz de la Palma, waar ze zes jaar bleven liggen. Toen het schip in 1920 eindelijk binnenliep in Hamburg, werd het krachtens het Verdrag van Versailles als schadevergoeding overgedragen aan Italië. Na een korte dienst als kolenboot tussen Napels en Rotterdam werd het in 1922 opgelegd in Genua. In 1924 kochten de Duitsers het terug, waarna de vaart op Chili enige tijd werd hervat. In Duitsland was echter intussen de productie van kunstmest van de grond gekomen, en de vraag naar chilisalpeter nam navenant af. Op 28 juli 1931 zeilde de Pamir voor het laatst de thuishaven Hamburg binnen.
Het schip werd verkocht aan de Finse rederij Gustav Erikson, een van de laatste maatschappijen die zeilschepen op commerciële wijze exploiteerde. Vanaf dat jaar voer de Pamir op Australië, waar vooral graan werd geladen. In de oorlog was het nog enige tijd vanuit Nieuw-Zeeland in bedrijf en in 1951 werd het omgebouwd tot opleidingsschip. De laatste eigenaar was een stichting, die de Pamir en haar zusterschip de Passat wilde behouden. Op 21 september  1957 verging de Pamir in de orkaan Carrie op 500 zeemijlen ten zuidwesten van de Azoren. Het schip maakte in de storm zware slagzij naar bakboord. Door het gaan schuiven van de lading, die uit gerst bestond,  werd de slagzij verergerd, en het schip kapseisde.